# Ткач Василь Миколайович
Василь Миколайович Ткач (30 січня 1928, село Новогригорівка, тепер Новоукраїнського району Кіровоградської області — серпень 2005, місто Київ) — український радянський партійний діяч, міністр меліорації і водного господарства УРСР. Депутат Верховної Ради УРСР 11-го скликання. Кандидат у члени ЦК КПУ в 1986—1990 р.

## Біографія

Могила Василя Ткача, Байкове кладовище

Член КПРС з 1952 року.
У 1953 році закінчив Київський гідромеліоративний інститут.
У 1953—1954 роках — інженер-геодезист Київського філіалу Всесоюзного тресту технічних досліджень.
У 1954—1955 роках — майстер, виконавець робіт будівельно-монтажного управління № 5 будівництва зрошувальних систем у місті Кам'янка-Дніпровська Запорізької області. У 1955—1958 роках — старший виконавець робіт, начальник виробничо-технічного відділу, начальник будівельної дільниці будівельно-монтажного управління № 13 управління будівництва зрошувальних систем у південних областях УРСР у місті Слов'янськ Сталінської області.
У травні 1958—1960 роках — директор дирекції будівництва захисних споруд на Кременчуцькому водосховищі у місті Черкасах.
У листопаді 1960—1961 роках — заступник, у 1961 — листопаді 1963 року — 1-й заступник голови Державного комітету Ради Міністрів Української РСР по водному господарству. У грудні 1963 — жовтні 1965 року — 1-й заступник голови Державного виробничого комітету по зрошуваному землеробству і водному господарству Української РСР — начальник Головного управління водогосподарського будівництва.
У жовтні 1965 — грудні 1984 року — 1-й заступник міністра меліорації і водного господарства Української РСР.
26 грудня 1984 — серпень 1990 року — міністр меліорації і водного господарства Української РСР.
З 1990 року — на пенсії в місті Києві. Помер на 78-му році життя у серпні 2005 року. Похований разом з дружиною на Байковому кладовищі (ділянка № 49б,50°25′3.01″ пн. ш. 30°30′2.79″ сх. д. / 50.4175028° пн. ш. 30.5007750° сх. д.).

## Нагороди
- три ордени Трудового Червоного Прапора
- два ордени «Знак Пошани»
- медалі
- заслужений меліоратор Української РСР (27.01.1978)